# Luis Pércovich
Luis Ciro Pércovich Roca (* 14. Juli 1931 in Yungay, Provinz Yungay, Region Ancash; † 23. April 2017 in Lima) war ein peruanischer Politiker der Acción Popular (AP), der unter anderem zwischen Oktober 1984 und Juli 1985 Premierminister war.

## Leben
Luis Ciro Pércovich Roca, Sohn von Gerónimo Pércovich Lago und dessen Ehefrau Rosa Roca Osorio, absolvierte nach dem Besuch der Schule der Salesianer Don Boscos in Yungay ein Studium der Chemie und Pharmazie an der Universidad Nacional de Trujillo, welches er 1954 beendete, woraufhin er als pharmazeutischer Chemiker tätig war. Er war 1956 zunächst Mitglied der Nationalen Front der Demokratischen Jugend (Frente Nacional de Juventudes Democráticas), die Fernando Belaúnde Terry 1956 für die Präsidentschaftswahlen nominierte. Nach der Wahlniederlage gründete Belaúnde Terry am 7. Juli 1956 die Partei Volksallianz AP (Acción Popular) als Mitglied bei. Am 27. Juli 1963 wurde er für die Volksaktion AP (Acción Popular) zum Mitglied des Kongresses (Congreso de la República del Perú) gewählt und vertrat in diesem bis zum Militärputsch am 2./3. Oktober 1968 die Region Ancash. 1965 wurde er Vize-Dekan der Hochschule für pharmazeutische Chemie (Colegio Químico Farmacéutico).
Nach der Rückkehr zur Demokratie wurde Pércovich am 27. Juli 1980 für die Volksaktion AP (Acción Popular) zum Mitglied der Abgeordnetenkammer (Cámara de Diputados del Perú) gewählt, des damaligen Unterhauses des Kongresses der Republik Peru, und vertrat in diesem bis zum 27. Juli 1985 die Interessen der Region Ancash. 1980 war er Vorsitzender des Haushaltsausschusses des Kongresses (Comisión Bicameral de Presupuesto). Als Nachfolger von Francisco Belaúnde Terry übernahm er am 27. Juli 1981 den Posten als Präsident der Abgeordnetenkammer und behielt diesen bis zum 27. Juli 1982, woraufhin Valentín Paniagua Corazao ihn ablöste.
Am 3. Januar 1983 übernahm Luis Pércovich in der zweiten Regierung von Staatspräsident Fernando Belaúnde Terry im Kabinett von Premierminister Fernando Schwalb López Aldana das Amt als Fischereiminister (Ministro de Pesquería), welches er bis zum 20. April 1983 innehatte. Im Zuge einer Umbildung des Kabinetts von Premierminister Fernando Schwalb wurde er am 21. April 1983 Innenminister (Ministro del Interior) und bekleidete diese Funktion vom 10. April bis zum 13. Oktober 1984 auch im Kabinett von Premierminister Sandro Mariátegui Chiappe. Während seiner Amtszeit als Innenminister wurde unter seiner Leitung die Anti-Terror-Abteilung DIRCOTE (División contra el Terrorismo) der Ermittlungspolizei PIP (Policía de Investigaciones del Perú) organisiert.
Als Nachfolger von Sandro Mariátegui Chiappe wurde Pércovich am 14. Oktober 1984 während der zweiten Amtszeit von Staatspräsident Belaúnde Terry schließlich selbst Premierminister (Presidente del Consejo de Ministros) und bekleidete dieses Amt bis zum 28. Juli 1985. In seinem Kabinett übernahm er zudem zwischen dem 14. Oktober und dem 28. Juli 1985 in Personalunion das Amt des Außenministers (Ministro de Relaciones Exteriores). Für seine Verdienste wurde er mit dem Großkreuz des Orden El Sol del Perú ausgezeichnet.
Aus seiner Ehe mit Haydée Bambarén de Pércovich gingen die beiden Söhne Luis Alfredo Pércovich und Jorge Antonio Pércovich sowie die Tochter María Gabriela Pércovich hervor.

## Hintergrundliteratur
- HISTORIA DE LA PRESIDENCIA DEL CONSEJO DE MINISTROS: TOMO II (1956-2016) (Memento vom 12. Oktober 2016 im Internet Archive)